# Tervel (distrikt)
Tervel (bulgariska: Тервел) är ett distrikt i Bulgarien.   Det ligger i kommunen Obsjtina Chitrino och regionen Sjumen, i den nordöstra delen av landet, 290 km öster om huvudstaden Sofia.
Trakten runt Tervel består till största delen av jordbruksmark. Runt Tervel är det ganska tätbefolkat, med 149 invånare per kvadratkilometer.